# Perlohmannia coiffaiti
Perlohmannia coiffaiti är en kvalsterart som beskrevs av Grandjean 1961. Perlohmannia coiffaiti ingår i släktet Perlohmannia och familjen Perlohmaniidae. Inga underarter finns listade i Catalogue of Life.